# 布施駅

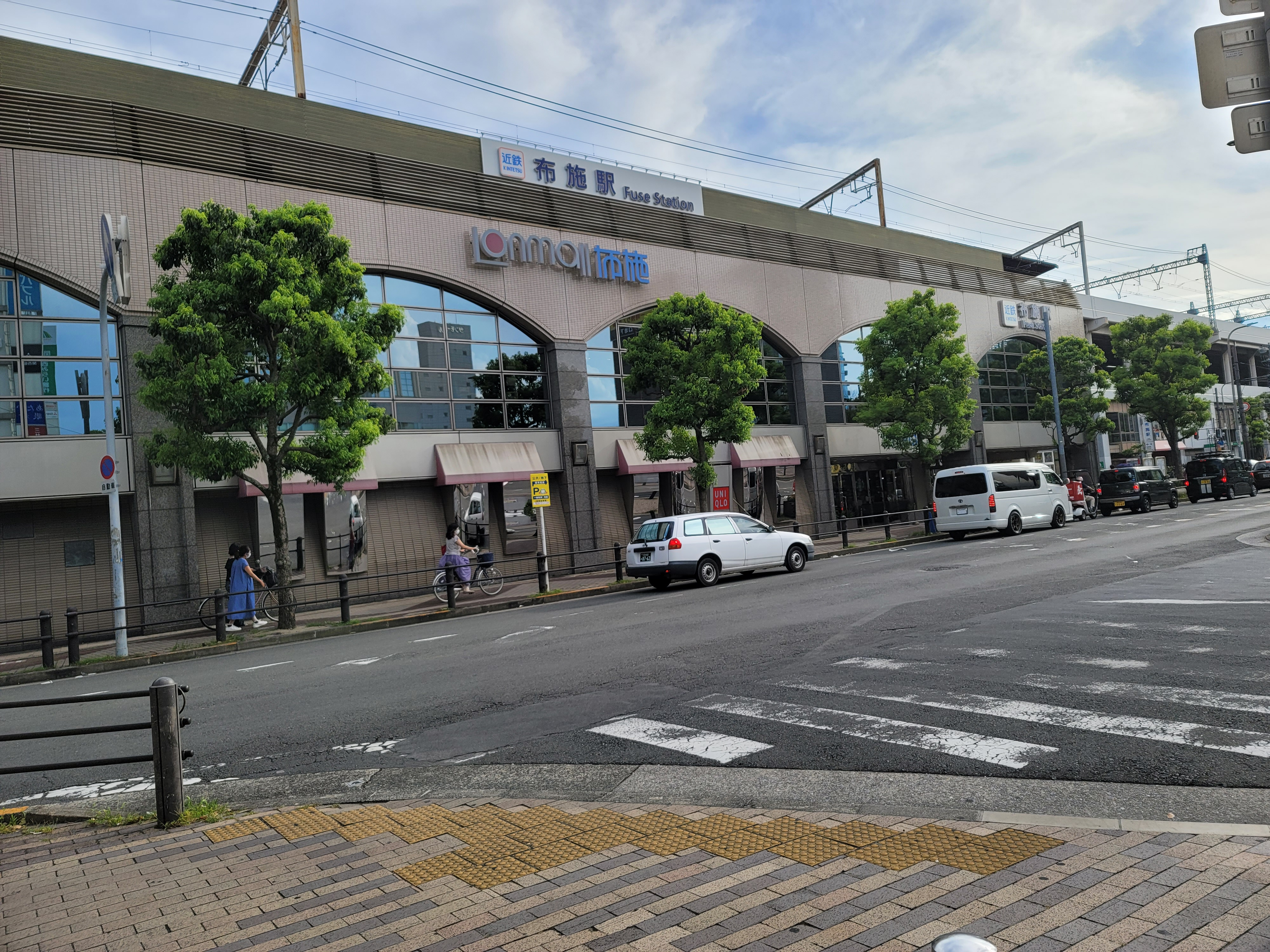
北口

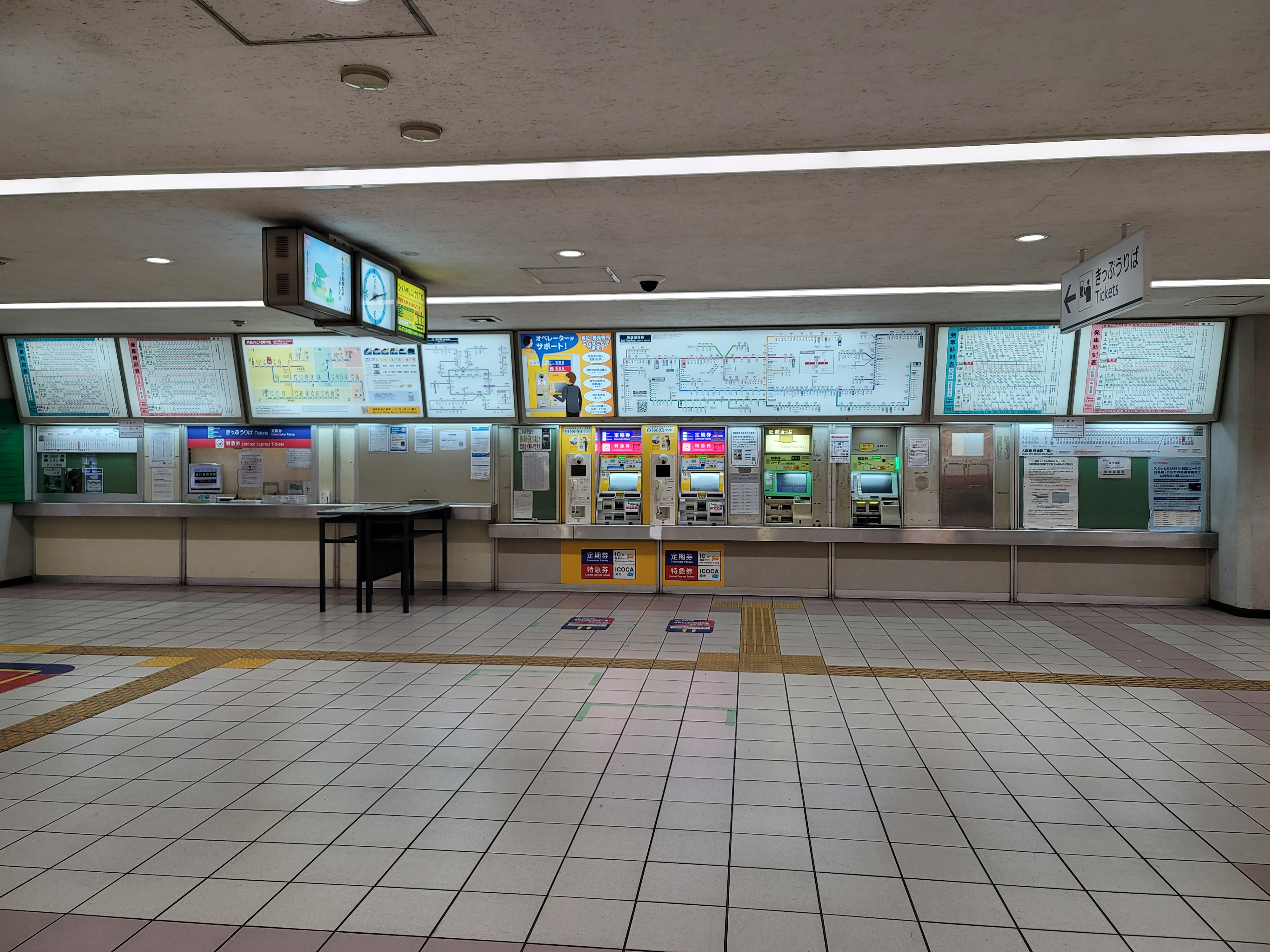
券売機と駅窓口

布施駅（ふせえき）は、大阪府東大阪市長堂一丁目にある、近畿日本鉄道（近鉄）の駅。駅長配置駅である。

## 概要
伊勢志摩・名古屋市方面（大阪線）と、奈良市方面（奈良線）へ向かう線路が分岐する近鉄の一大ジャンクションである。当駅周辺は東大阪市の中心市街地にあたり、利用者数は市内で最も多い。市の西端に位置しており、大阪市生野区・東成区にも近接している。
大阪線（駅番号はD06）と奈良線（駅番号はA06）の2路線が乗り入れている。後述の歴史的経緯から、奈良線は書類上当駅を起点としているが、全ての列車が難波線大阪難波駅方面に直通し、当駅で折り返す列車は存在しない。案内上も大阪上本町駅を奈良線と難波線の境目として扱っている。
当駅から大阪上本町駅手前まで複々線となっており、大阪線列車と奈良線列車は完全に分離されているが、当駅においても駅の鶴橋方で複々線を上下に分け、全国でも珍しいことだがプラットホームを二重構造にすることにより、上が奈良線、下が大阪線の完全な立体化が達成されている。

## 歴史
開業時には現在より約0.190km西側の東大阪市足代新町1番43号付近にあり、相対式であった。1924年10月31日の大阪線布施－近鉄八尾駅間開業時に東側へ約0.165.96km（8C25L）移り、上り線・下り線ともに奈良線と大阪線がはさむ方向別島式2ホームになった。1951年11月1日に駅中心と大阪線分岐点がさらに東側へ0.040km移っている。

### 高架化
布施駅付近の線路高架化工事は、大阪府の東大阪都市計画都市高速鉄道事業として行なわれた。工事区間は今里駅～布施駅間の既高架部の東端から、大阪線は長瀬駅手前までの2411メートル（高架橋区間は2111メートル）、奈良線は八戸ノ里駅西方の既高架部に至る2827メートル（高架橋区間は2561メートル）だった。
工事は1972（昭和47）年から着手し、同年7月19日に起工式が実施された。大阪線は1974（昭和49）年10月13日に上り線、1976（昭和51）年8月8日に下り線、奈良線は1975（昭和50）年9月14日に上り線、1977（昭和52）年6月26日に下り線の高架化が完了した。高架化で、大阪線7カ所、奈良線12カ所の踏切を廃止した。
高架化後の布施駅は、当時の日本では他に例が無かった鉄骨造り3層構造で、中2階にコンコース、役務室など、2階に大阪線ホーム、3階に奈良線ホームを設けた。
高架化完了後には、高架下の商業利用が進んだ、1977年11月には近商ストアなどによる俊徳道駅の「俊徳道サンタウン」、1978年4月には布施駅～河内永和駅間の「ポッポアベニュー」「ステーションヤード12番街」、同年10月には布施駅の1・2階に近鉄百貨店東大阪店を核店舗とする「ロンモール布施」、同年11月には河内小阪駅に専門店街「レッド小阪」、1979年11月には永和駅に「ジョイ永和」がそれぞれオープンした。
鶴橋駅～布施駅間の複々線は、以前は線路別で、北側2線が奈良線、南側2線が大阪線だった。1975年の奈良線上り高架化を機に、現在の方向別に改められ、鶴橋駅で同一ホームで、両線相互の乗り換えができるようにした。これにともなって生じる上本町駅～鶴橋駅での、大阪線下り線と奈良線上り線との交差は、奈良線の地下入り口付近での立体化で対応した。線路方向別化と立体交差化の切り換えは、1975年9月13～14日の深夜に実施され、線路10カ所、信号関係27カ所、駅の案内標識など210カ所に及ぶ大規模なもので、約700人の作業員が動員された。

### 年表
- 1914年（大正3年）4月30日：大阪電気軌道奈良線上本町駅（現・大阪上本町駅） - 奈良駅（現・近鉄奈良駅）間開通時に深江駅として開業[4]。
- 1922年（大正11年）3月：足代駅に改称[5][6]。
- 1924年（大正13年）10月31日：国分線（現大阪線、同日に大軌八尾駅〈現・近鉄八尾駅〉まで開業）分岐・連絡の便宜上200m東に移設。
- 1925年（大正14年）9月：布施駅に改称[5]。
- 1927年（昭和2年）7月1日：国分線が八木線に編入。
- 1929年（昭和4年）1月5日：桜井線（同日に八木線より改称）の架線電圧を1500Vに昇圧。架線電圧600Vの奈良線との列車直通のため当駅構内にデッドセクションを設置。
- 1941年（昭和16年）3月15日：参宮急行電鉄との会社合併により、関西急行鉄道の駅となる[4]。同時に線路名称が整理され、奈良線の上本町駅 - 当駅間は桜井線と統合されて大阪線となり、当駅が奈良線の書類上の起点となる[7]。
- 1944年（昭和19年）6月1日：社名変更により近畿日本鉄道の駅となる[4]。
- 1956年（昭和31年）12月8日：上本町駅 - 当駅間が線路別複々線化[4]。新設の大阪線用2線は1500V電化されたため当駅構内のデッドセクションを廃止。
- 1972年（昭和47年）2月：高架化工事着手[8]。
- 1974年（昭和49年）10月13日：大阪線上りが高架化。
- 1975年（昭和50年）9月14日：奈良線上りが高架化[9][10]。上本町駅 - 布施駅間を線路別複々線から方向別複々線に切り替え。
- 1976年（昭和51年）8月8日：大阪線下りが高架化。
- 1977年（昭和52年）6月26日：奈良線下りの高架化により、全線高架化完成[10]。
- 1978年（昭和53年）3月18日：ダイヤ変更により、急行停車駅となる。急行は主に日中のみ運行とされ、当駅を通過する大阪線の急行・区間急行はそれぞれ「快速急行」「区間快速急行」に種別変更された。
- 1988年（昭和63年）3月18日：ダイヤ変更により、昼間の一部の阪伊乙特急の停車駅となる。
- 2001年（平成13年）2月1日：SF（ストアードフェア）システムの導入および「スルッとKANSAI」対応カードの取り扱い開始に伴い、当駅における「途中下車指定駅」の制度が廃止される。
- 2007年（平成19年）4月1日：ICカード「PiTaPa」使用開始[11]。
- 2015年（平成27年）度末：駅ナンバリングが導入される（案内表示機は従来のまま）。
- 2020年（令和2年）：2番線 3番線の接近・発車の案内放送が更新。

## 駅構造

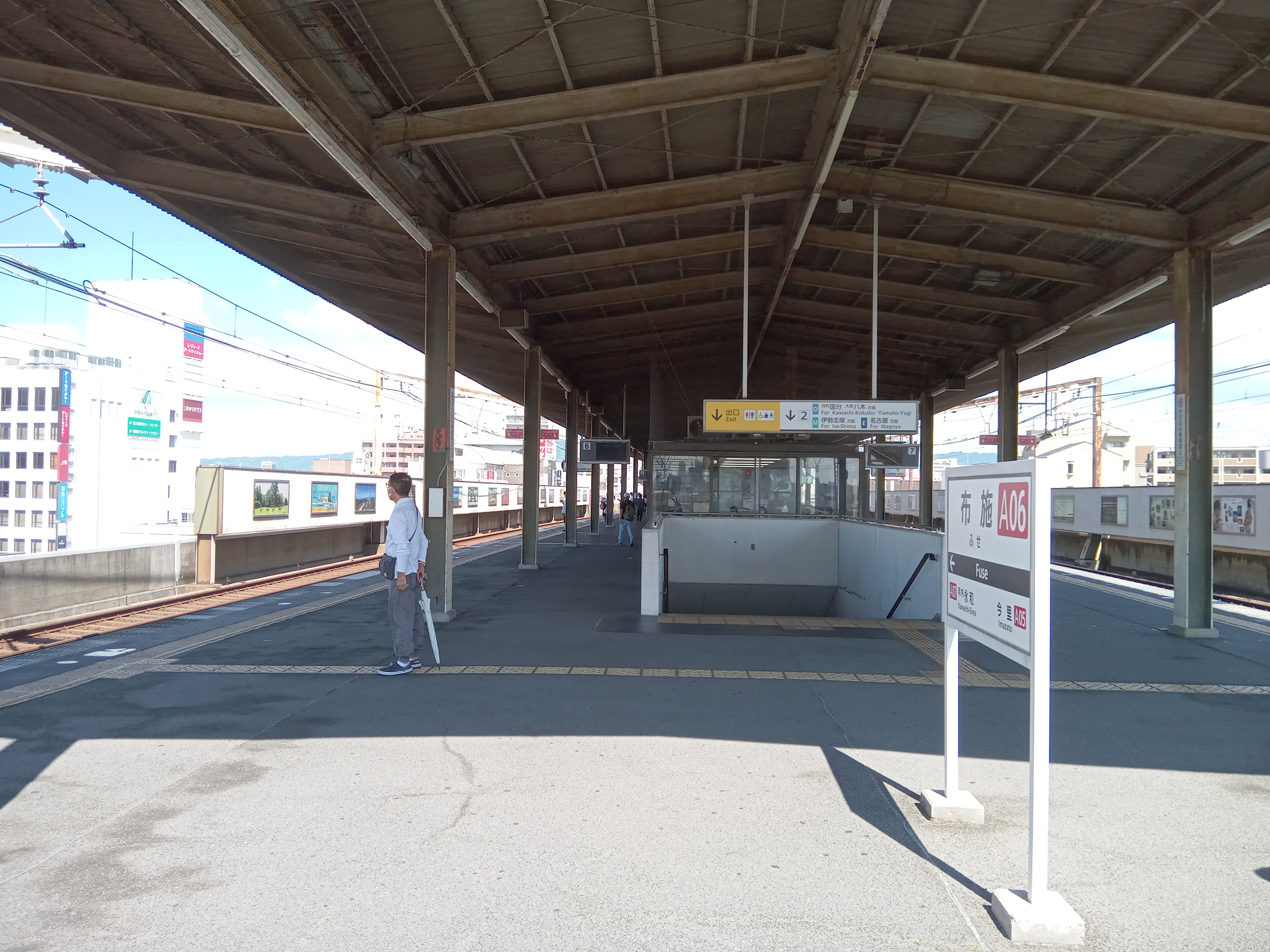
奈良線ホーム

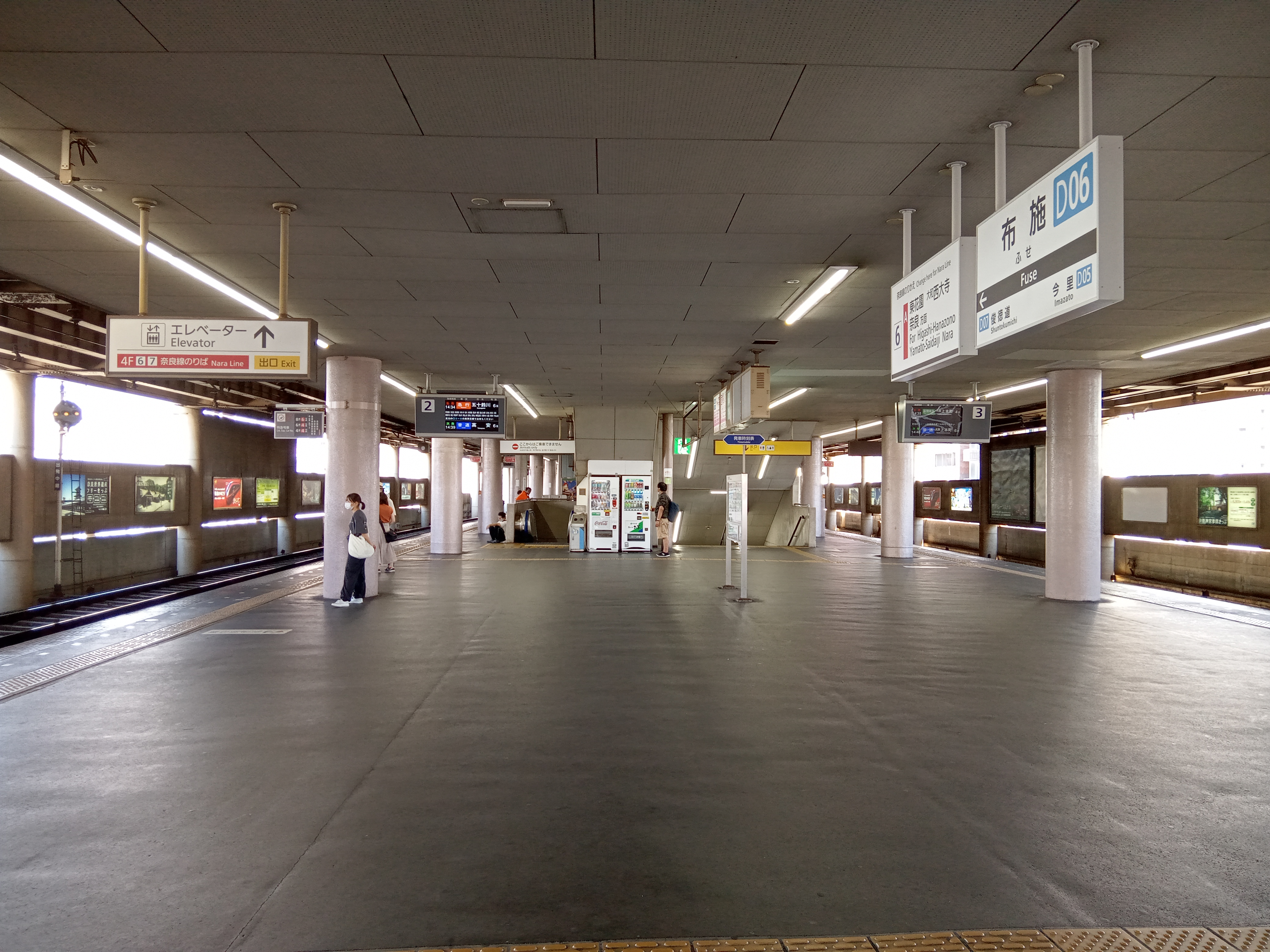
大阪線ホーム

大阪線と奈良線のホームが異なる階にあるという2層式の高架駅となっている。大阪線（3階）、奈良線（4階）ともに島式1面2線のホームを持ち、その両側に通過線がある。通過線がある関係で、大阪線ホームが2・3番線、奈良線ホームが6・7番線となっている。
改札口は北口、南口の2ヶ所設けられている。2階の西寄りにある上りエスカレーターは、向かって右側が大阪線ホーム（3階）、左側が奈良線ホーム（4階）につながっている。改札口がある2階は、南都銀行やセブン銀行、ゆうちょ銀行のATM、QBハウス、ドラッグストアなどがある。すべてのフロアにファミリーマートが設置され、「近鉄エキファミ」の愛称が付けられている。そのうち、奈良線ホームのファミリーマートは関西初出店の無人決済システムを導入した店舗として知られている。改札階からは近鉄百貨店や近鉄ぷらっと、カジュアル・スポット「FUSSE」に直結している。自動改札機および自動精算機（ICカードのチャージ）はすべてPiTaPa・ICOCAに対応している。特急券・定期券は専用の自動券売機および駅窓口にて即時購入可能。
駅長が置かれ、当駅と大阪線の俊徳道駅 - 弥刀駅、奈良線の河内永和駅 - 八戸ノ里駅間の各駅を管理している。
待合室は大阪線ホームに1ヶ所・奈良線ホームに2ヶ所の計3ヶ所ある。

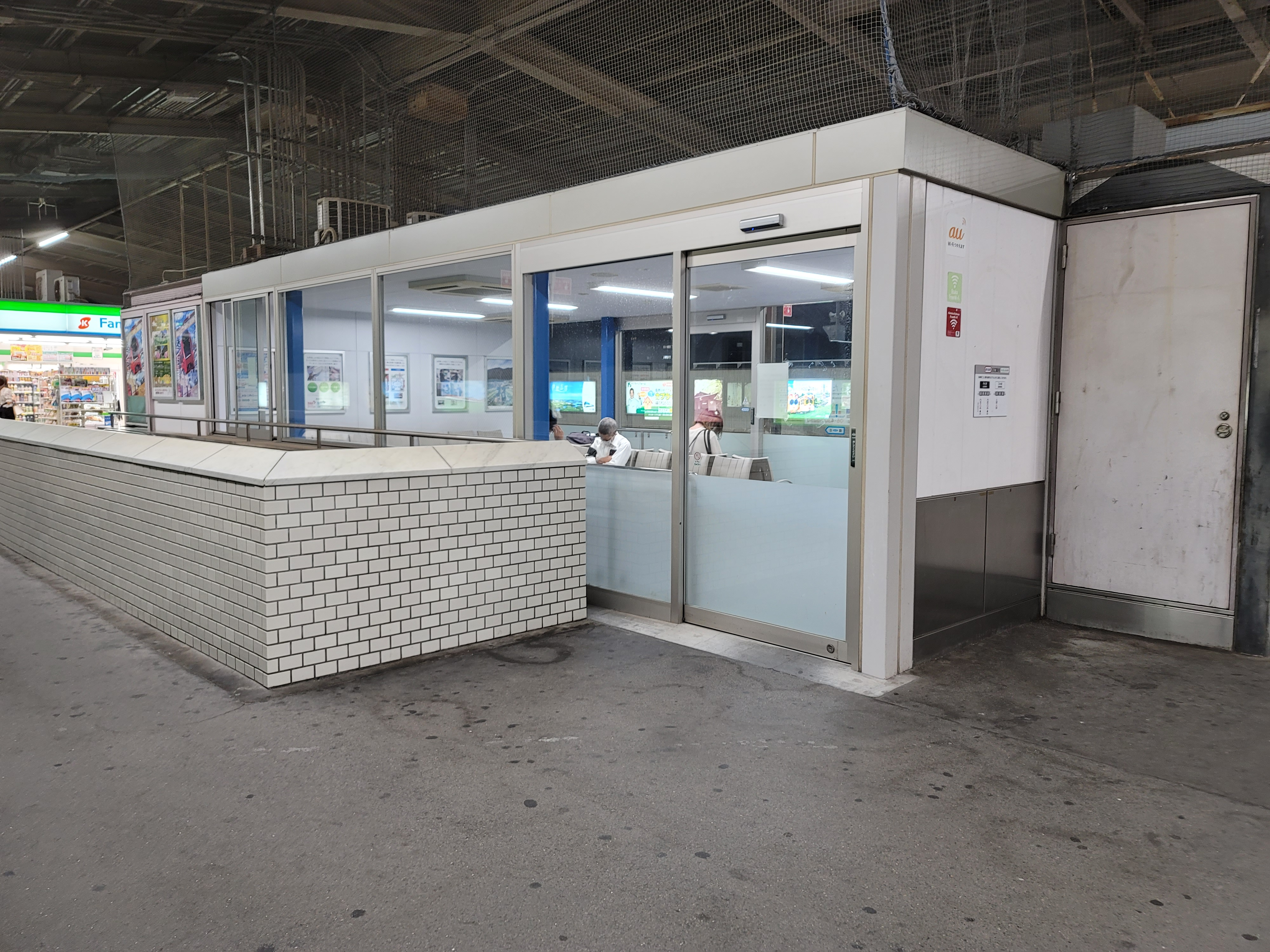
待合室

### のりば
| のりば       | 路線     | 方向 | 行先                         |
| ------------ | -------- | ---- | ---------------------------- |
| 大阪線ホーム |          |      |                              |
| 2            | D 大阪線 | 下り | 河内国分・五十鈴川・鳥羽方面 |
| 3            | D 大阪線 | 上り | 大阪上本町方面               |
| 奈良線ホーム |          |      |                              |
| 6            | A 奈良線 | 下り | 近鉄奈良方面                 |
| 7            | A 奈良線 | 上り | 大阪難波・尼崎方面           |

付記事項
- 1番線（下り）と4番線（上り）は大阪線の通過線、5番線（下り）と8番線（上り）は奈良線の通過線であり、ホームとしては欠番。これらの通過線が主本線となるため、停車列車が入るホームは全て副本線ということになる。
- 奈良線側は副本線間の河内永和駅寄りに非常渡り線があるため、7番線からは奈良方面への出発も可能である。
- ホーム有効長は両線とも10両編成に対応しているが、奈良線側の10両編成の停車は一部の回送列車のみである（奈良線の急行・準急は最大8両編成。一方で、大阪線は高安発着の準急・区間準急に10両編成がある）。
- 当駅の構造は大阪線から奈良線が分岐する線形ではなく、大阪上本町方から近鉄奈良方に向かう線路が直線となり、大阪線の伊勢中川方に向かう線路が曲線を描いている。これは、かつて大阪上本町駅 - 当駅間が線路名称上においても奈良線の一部であったためである。

### ダイヤ
- 一部の阪伊乙特急と、急行以下の全列車が停車している。
  - 停車する特急列車の詳細：下りは7時と8時台に2本、上りは18時と19時台に2本、土休日は17時台も加わり計3本の阪伊乙特急が停車する。
- 当駅から大阪上本町駅間は、複々線になっているため電車の本数が多い。日中でも大阪上本町方面は、1時間あたり計22本が停車する。
- 大阪難波方面は当駅を過ぎると大阪線列車は終点の大阪上本町駅まで、奈良線列車は尼崎駅（阪神本線・阪神なんば線）まで列車待避が出来ない（鶴橋駅は大阪上本町側に渡り線がないため不可、大阪難波駅は下りのみ待避可能）ため、急行以下の列車は当駅で特急・快速急行の待避が頻繁に行われている。

### 配線図
| ← 難波線 大阪難波・尼崎・ 神戸三宮方面 | 近鉄 大阪上本町駅 － 布施駅間 構内配線略図         | → 奈良線 近鉄奈良方面 |
| | ↓ 大阪線 大和八木・伊勢中川・ 賢島・近鉄名古屋方面 |                       |
| 凡例 出典:※以下を参考に作成。 * 祖田圭介、「特集 短絡線ミステリー4 複々線を探る」、『鉄道ファン』 第41巻2号（通巻第478号） 2001年2月号、38頁、交友社、2001年。 * 近畿日本鉄道 公式ホームページ - 構内図 大阪上本町駅、および－ 鶴橋駅 画像左より大阪上本町・鶴橋・今里・布施の各駅 ■：奈良線、■：大阪線、▲：難波発着の大阪線特急のルート 白線クロスハッチは降車専用ホーム 布施駅の赤実線内（4階）は赤破線内（3階）の直上 鶴橋駅ホーム上を大阪環状線がオーバークロスしているが本図では省略した。 |                                                    |                       |

## 重複乗車の特例
2000年代の運賃制度の一部変更以降、普通乗車券・回数乗車券・団体乗車券で奈良線河内永和駅方面と大阪線俊徳道駅方面の相互間を乗車するときに、当駅を通過する列車を利用して鶴橋駅までの折り返し乗車（重複乗車）が認められており、布施 - 鶴橋間の往復運賃の支払を要しない。定期乗車券（通学定期券を含む）については、大阪上本町駅又は鶴橋駅を「経由」として購入することが可能で、折り返し乗車が認められるほか、折り返し区間内の駅でも乗降できる。ただし、この場合の定期運賃は、折り返し区間の往復キロ程を通算するため、単純に布施駅乗り換えとするより高くなる。なお、運賃制度の一部変更以前は、布施 - 鶴橋間の重複乗車を認めていなかったため、奈良線河内永和駅方面と大阪線俊徳道駅方面の相互間を乗車する場合は当駅で乗り換えを行うか、あるいは鶴橋経由の乗車券を購入する必要があったが、運賃制度変更の際に重複乗車を可能としたことから、現在は鶴橋経由の乗車券は定期乗車券を除いて廃止された。

## 利用状況
2023年11月7日における1日乗降人員は34,790人である。同社の駅では近鉄四日市駅に次ぐ第14位、大阪線内の駅では鶴橋駅・大阪上本町駅に次ぐ第3位、奈良線内の駅では近鉄奈良駅・学園前駅・大和西大寺駅・生駒駅に次ぐ第5位である。
近年における1日乗降人員の推移は下表の通り。
| 年度               | 特定日利用状況 | 特定日利用状況 | 特定日利用状況 | 特定日利用状況 | 1日平均 乗車人員 | 出典        | 出典       | 出典          | 出典            |
| 年度               | 調査日         | 乗車人員       | 降車人員       | 乗降人員       | 1日平均 乗車人員 | 近鉄        | 近鉄       | 大阪府        | 東大阪市        |
| ------------------ | -------------- | -------------- | -------------- | -------------- | ---------------- | ----------- | ---------- | ------------- | --------------- |
| 1990年（平成02年） | 11月06日       | 34,664         | 34,508         | 69,172         |                  |             |            | [ 大阪府 1 ]  |                 |
| 1991年（平成03年） | -              | -              | -              | -              |                  |             |            | [ 大阪府 2 ]  |                 |
| 1992年（平成04年） | 11月10日       | 34,235         | 34,472         | 68,707         |                  |             |            | [ 大阪府 3 ]  |                 |
| 1993年（平成05年） | -              | -              | -              | -              |                  |             |            | [ 大阪府 4 ]  |                 |
| 1994年（平成06年） | -              | -              | -              | -              |                  |             |            | [ 大阪府 5 ]  |                 |
| 1995年（平成07年） | 12月05日       | 32,252         | 31,974         | 64,226         |                  |             |            | [ 大阪府 6 ]  |                 |
| 1996年（平成08年） | -              | -              | -              | -              |                  |             |            | [ 大阪府 7 ]  |                 |
| 1997年（平成09年） | -              | -              | -              | -              |                  |             |            | [ 大阪府 8 ]  |                 |
| 1998年（平成10年） | 11月10日       | 29,871         | 29,509         | 59,380         |                  |             |            | [ 大阪府 9 ]  |                 |
| 1999年（平成11年） | -              | -              | -              | -              | 25,931           |             |            | [ 大阪府 10 ] | [ 東大阪市 1 ]  |
| 2000年（平成12年） | 11月07日       | 27,077         | 27,550         | 54,627         | 25,229           |             |            | [ 大阪府 11 ] | [ 東大阪市 1 ]  |
| 2001年（平成13年） | -              | -              | -              | -              | 25,459           |             |            | [ 大阪府 12 ] | [ 東大阪市 1 ]  |
| 2002年（平成14年） | -              | -              | -              | -              | 24,237           |             |            | [ 大阪府 13 ] | [ 東大阪市 1 ]  |
| 2003年（平成15年） | 11月11日       | 24,346         | 24,288         | 48,634         | 23,577           |             |            | [ 大阪府 14 ] | [ 東大阪市 1 ]  |
| 2004年（平成16年） | -              | -              | -              | -              | 23,045           |             |            | [ 大阪府 15 ] | [ 東大阪市 2 ]  |
| 2005年（平成17年） | 11月08日       | 24,176         | 24,351         | 48,527         | 22,773           |             |            | [ 大阪府 16 ] | [ 東大阪市 3 ]  |
| 2006年（平成18年） | -              | -              | -              | -              | 22,627           |             |            | [ 大阪府 17 ] | [ 東大阪市 4 ]  |
| 2007年（平成19年） | -              | -              | -              | -              | 21,753           |             |            | [ 大阪府 18 ] | [ 東大阪市 5 ]  |
| 2008年（平成20年） | 11月18日       | 20,847         | 21,029         | 41,876         | 20,219           |             |            | [ 大阪府 19 ] | [ 東大阪市 6 ]  |
| 2009年（平成21年） | -              | -              | -              | -              | 19,330           |             |            | [ 大阪府 20 ] | [ 東大阪市 7 ]  |
| 2010年（平成22年） | 11月09日       | 19,538         | 19,910         | 39,448         | 18,971           | [ 近鉄 1 ]  | [ 近鉄 2 ] | [ 大阪府 21 ] | [ 東大阪市 8 ]  |
| 2011年（平成23年） | -              | -              | -              | -              | 18,502           |             |            | [ 大阪府 22 ] | [ 東大阪市 9 ]  |
| 2012年（平成24年） | 11月13日       | 18,898         | 19,174         | 38,072         | 18,531           | [ 近鉄 3 ]  | [ 近鉄 4 ] | [ 大阪府 23 ] | [ 東大阪市 10 ] |
| 2013年（平成25年） | -              | -              | -              | -              | 18,902           |             |            | [ 大阪府 24 ] | [ 東大阪市 11 ] |
| 2014年（平成26年） | -              | -              | -              | -              | 18,580           |             |            | [ 大阪府 25 ] | [ 東大阪市 12 ] |
| 2015年（平成27年） | 11月10日       | 19,007         | 19,233         | 38,240         | 18,830           | [ 近鉄 5 ]  | [ 近鉄 6 ] | [ 大阪府 26 ] | [ 東大阪市 13 ] |
| 2016年（平成28年） | -              | -              | -              | -              | 18,994           |             |            | [ 大阪府 27 ] | [ 東大阪市 14 ] |
| 2017年（平成29年） | -              | -              | -              | -              | 19,462           |             |            | [ 大阪府 28 ] | [ 東大阪市 15 ] |
| 2018年（平成30年） | 11月13日       | 19,614         | 19,756         | 39,370         | 19,633           | [ 近鉄 7 ]  | [ 近鉄 8 ] | [ 大阪府 29 ] | [ 東大阪市 16 ] |
| 2019年（令和元年） | -              | -              | -              | -              | 19,462           |             |            | [ 大阪府 30 ] | [ 東大阪市 17 ] |
| 2020年（令和02年） | -              | -              | -              | -              | 14,952           |             |            | [ 大阪府 31 ] | [ 東大阪市 18 ] |
| 2021年（令和03年） | 11月09日       | 16,116         | 16,258         | 32,374         | 15,651           | [ 近鉄 9 ]  |            | [ 大阪府 32 ] | [ 東大阪市 19 ] |
| 2022年（令和04年） | 11月08日       | 17,187         | 17,359         | 34,546         | 17,401           | [ 近鉄 10 ] |            | [ 大阪府 33 ] | [ 東大阪市 20 ] |
| 2023年（令和05年） | 11月07日       |                |                | 34,790         |                  | [ 近鉄 11 ] |            |               |                 |

## 駅周辺

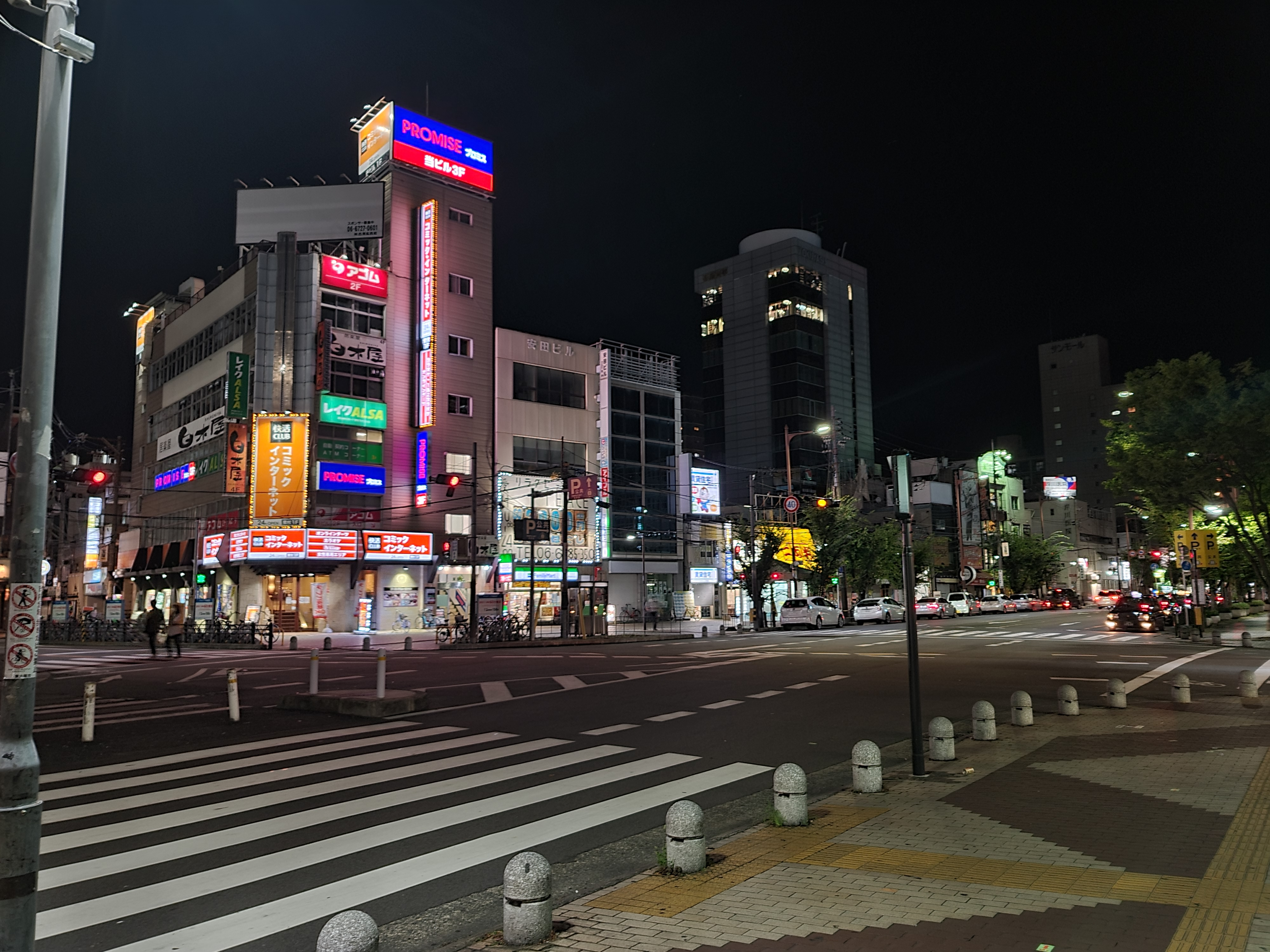
北口

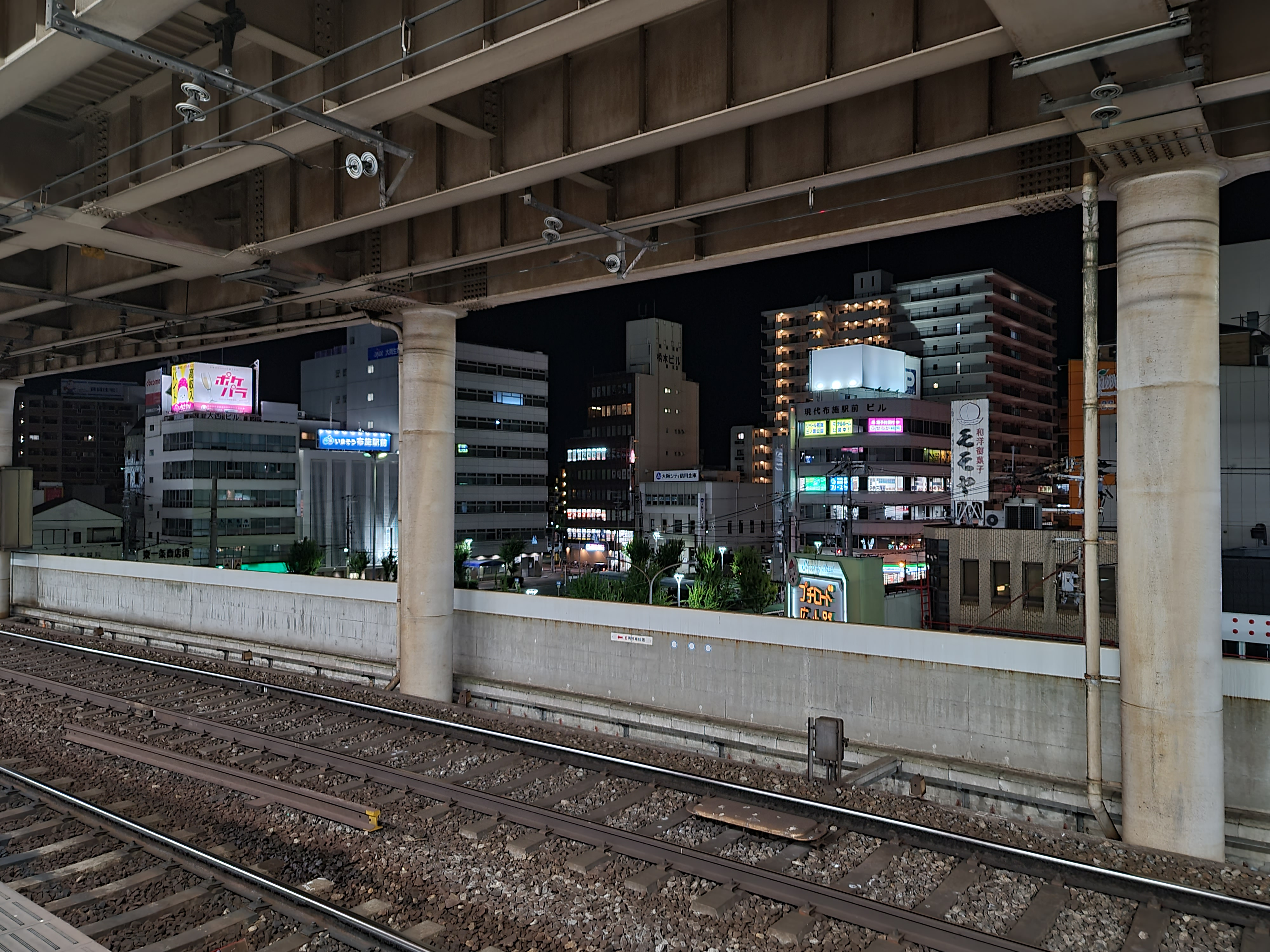
南口

東大阪市の商業の中心で、付近一帯に繁華街が広がる。
バスターミナルは駅の南北両方に位置し、多数のバスが発着している。
また、北西の足代新町と足代北は歓楽街が広がっており、居酒屋やスナックなどの密集地帯がある。
近年、再開発が進んでおり、駅北側を中心に高層マンションが立ち並んでいる。

### 幹線道路
- 国道479号
- 大阪府道24号
- 大阪府道159号
- 大阪府道172号
- 大阪府道173号
- 大阪府道702号

### 商店街・商業施設

#### ロンモール布施
布施駅高架下にある複合商業施設。主要テナントは以下の通り。 
- 近鉄百貨店
  - 551蓬莱
  - モロゾフ
  - 銀装
  - ビアードパパの作りたて工房
  - 神戸風月堂
  - 鹿鳴館
  - 御座候
  - 松前屋
  - 伊藤ハム
- カジュアル・スポット「FUSSE」
  - スターバックス・コーヒー
  - ユニクロ
  - マツモトキヨシ
  - Honeys
  - TAMAYA
- 近鉄ぷらっと
  - セリア
- KINSHO 布施店
- セガワールド 布施店
- モスバーガー 近鉄布施店
- あじロード

#### その他の商店街・商業施設
- ブランドーリふせ（大阪府道159号）
  - ジャンカラ ディープ布施店
  - 餃子の王将 布施店
  - 松屋
- ふせステーションヤード12番街
- 駅前通り商店街
- ポッポアベニュー（河内永和駅までの高架下）
- フラワーロードほんまち
- グリーンの町中央会
- プチロード広小路商店街
- 広小路東商店会
- 広小路南商店会
- 一条通り商店会
  - 元祖廻る元禄寿司 本店（回転寿司発祥の店）
  - 乃が美
  - ダイコクドラッグ
- 東一条商店街
- 二条通り商店会
  - ココカラファイン
- みやこ町商店街（三条通り）
- 四条通大成会
- 四条西商店会
  - 万代 布施店

ヴェル・ノール布施
- イオン 布施駅前店
  - ダイソー
- ピーチクラブ
- メガネの愛眼
- メガネのMASAKI
- ECC外語学院

各種商業施設
- ジャンカラ 布施駅前2号店
- コメダ喫茶店 布施駅東店
- サンディ 布施店
- 食品館アプロ 生野小路店
- 業務スーパー 布施駅
- スーパー玉出 布施店（2023年5月閉店）
- ヒバリヤ書店
  - 本店
  - コミックランド店
- アニメイト 布施店
- なにわ健康ランド 湯～トピア
- コーナン布施駅前店

### 公共施設
- ヴェル・ノール布施
  - ハローワーク布施
  - 布施駅前市民プラザ
  - 東大阪市営住宅管理センター
  - 東大阪市 布施駅前行政サービスセンター
- 東大阪市役所 社会教育センター

以下の施設は河内永和駅からのほうが近いが、当駅からも徒歩圏内である。
- 東大阪法務合同庁舎
  - 東大阪区検察庁
  - 大阪法務局東大阪支局
- 東大阪簡易裁判所
- 大阪国税局東大阪税務署
- 東大阪年金事務所
- 東大阪商工会議所
- 東大阪市立永和図書館
- 小阪病院・小阪病院看護専門学校

### 宿泊施設
- SEKAI HOTEL Fuse
- 大阪グランドホテル

### 金融機関
- 三井住友銀行 東大阪支店・八尾支店・山本支店
- りそな銀行 布施口支店
- 三菱UFJ銀行 東大阪中央支店
- 三菱UFJ銀行東大阪支店
- みずほ銀行 大阪東支店
- みずほ銀行 東大阪支店
- 大阪シティ信用金庫 布施支店
- 大阪シティ信用金庫 布施西支店
- 大阪信用金庫 永和支店
- 野村證券 東大阪支店
- 大阪協栄信用組合 東大阪支店
- のぞみ信用組合 布施支店

### 日本郵政グループ
日本郵便 
- 東大阪足代郵便局
- 東大阪長堂郵便局
- 東大阪荒川郵便局
- 東大阪三ノ瀬郵便局
- 東成大今里南郵便局
- 布施郵便局

 ゆうちょ銀行 
- 大阪支店 近鉄布施駅内出張所
- 大阪支店 ファミリーマート布施駅北店内出張所
- 大阪支店ファミリーマート布施広小路店内出張所
- 布施店 (大阪支店 布施出張所)

 かんぽ生命保険 
- 東大阪支店

### 教育機関
小・中学校 
- 東大阪市立長堂小学校
- 東大阪市立長栄中学校
- 東大阪市立布施小学校
- 東大阪市立布施中学校
- 大阪市立東小路小学校

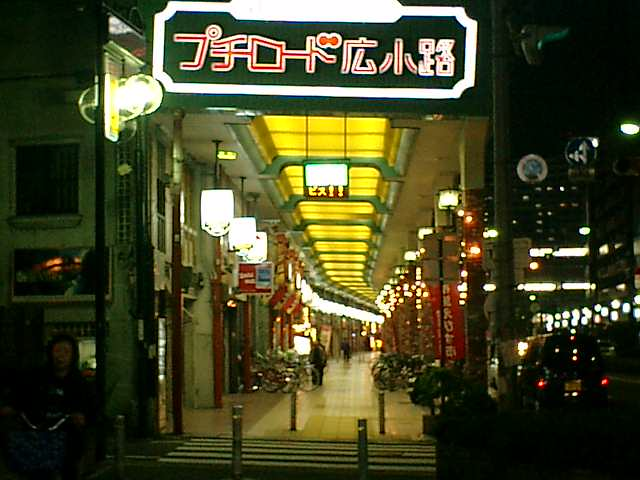
近鉄布施駅南・プチロード広小路商店街
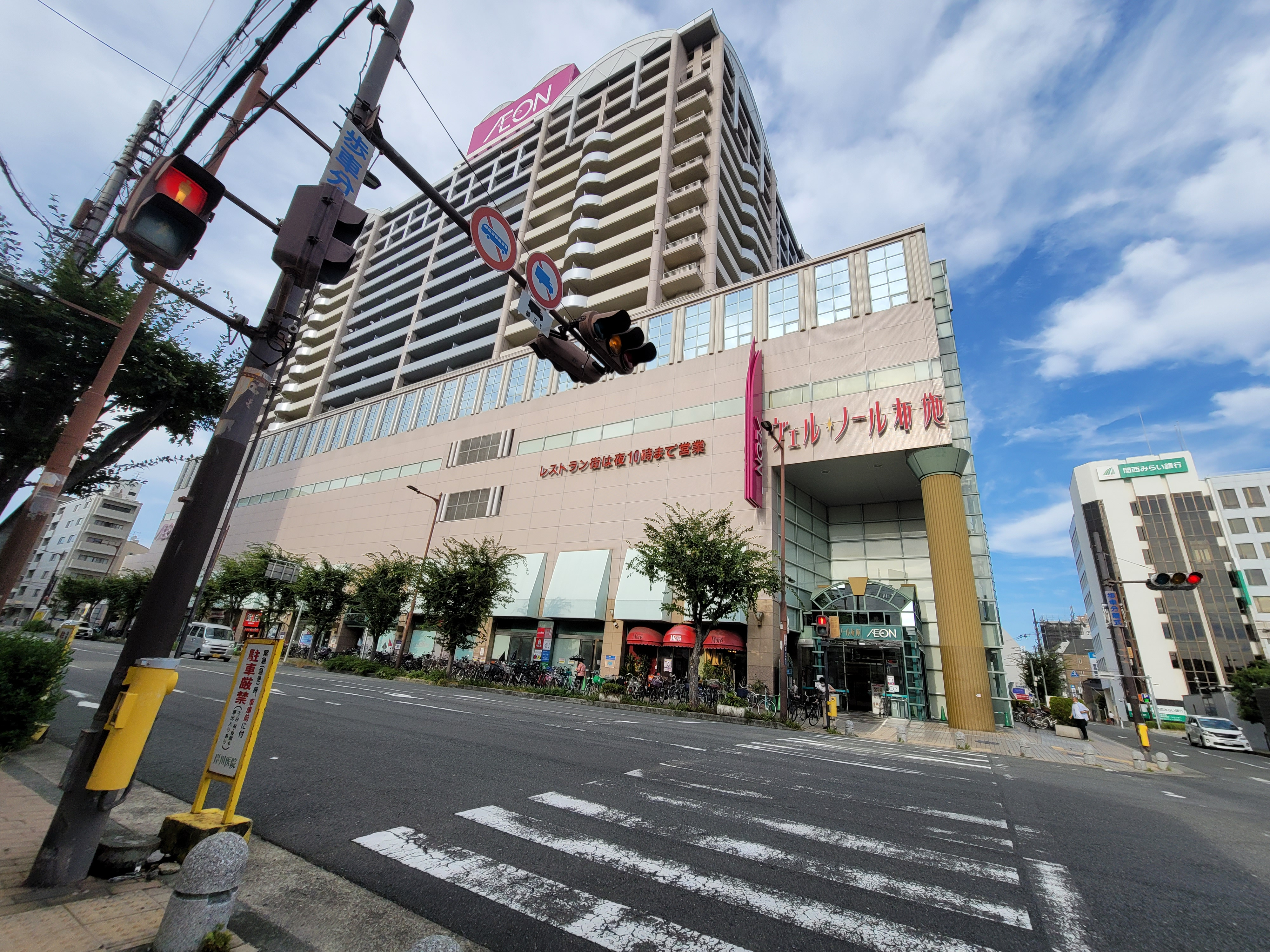
ヴェル・ノール布施

### 地下鉄
Osaka Metro千日前線小路駅とは、直線距離で約600m（徒歩約10分）のため、小路駅周辺施設へも当駅から徒歩で利用できる。普段、この2駅を乗り換えで利用する人はほぼいないが、振替輸送時には乗換駅と案内される。

### タクシー乗り場
北口と南口の2つのロータリーそれぞれに設置されている。

## バス路線
大阪シティバス、大阪バス、の2社が発着する。

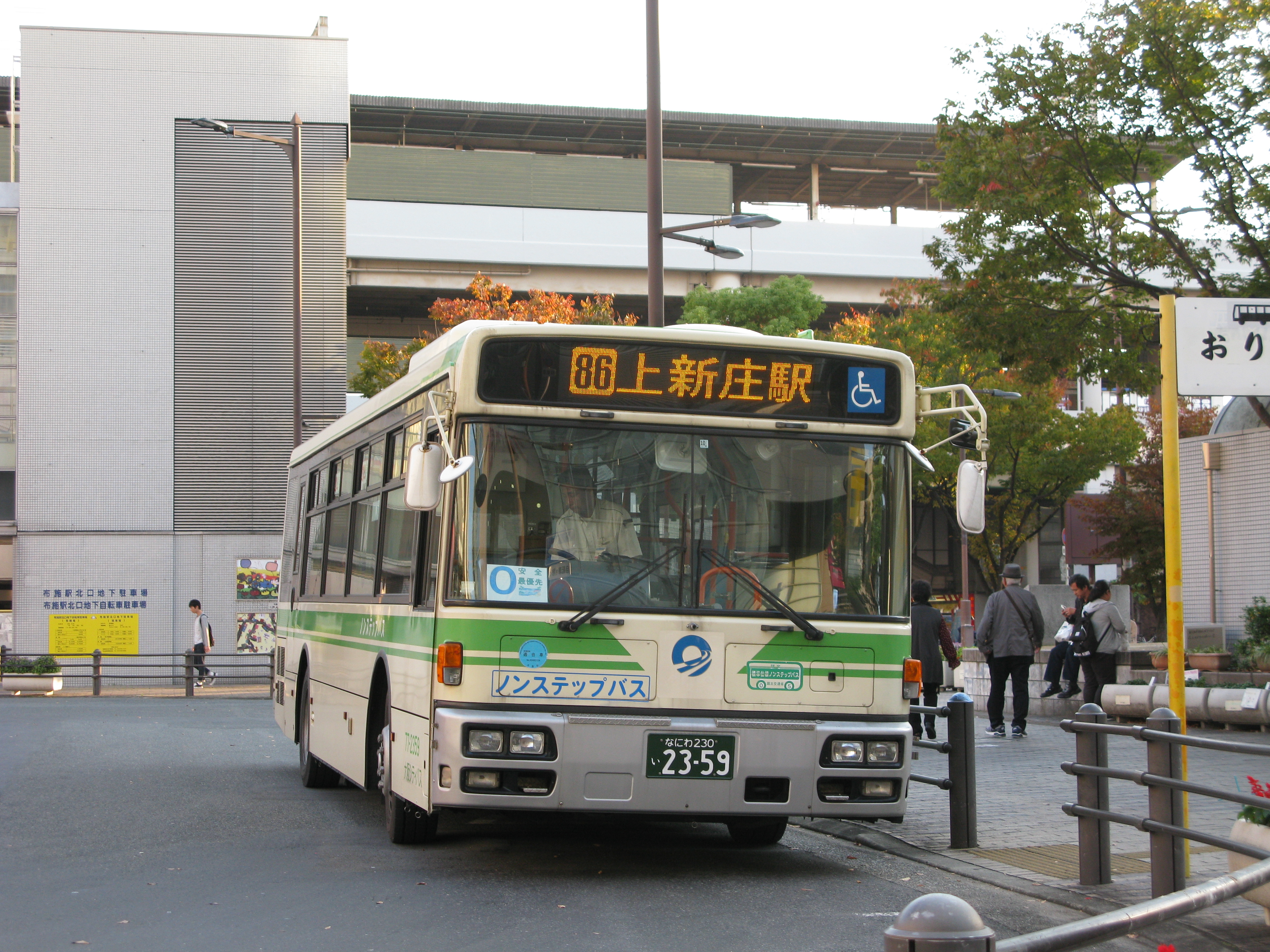
布施駅北口バスロータリーに停車中の大阪シティバス

駅から徒歩約10分のところに近鉄バス布施営業所、および布施観光営業所がある。
北口
大阪シティバス（布施駅前停留所）
- 86号系統：上新庄駅前 行
- 12号系統：あべの橋 行

大阪バス（東大阪布施駅停留所）
- 高速バス
  - 京都駅前・清水五条駅・祇園四条駅 行（京都特急ニュースター号）（京都観光バスとの共同運行）
  - 東京駅前 行・王子駅前 行（東京特急ニュースター号）（東京バスとの共同運行）
  - 福知山駅前 行（福知山特急ニュースター号）
  - 関西国際空港 行（関西空港交通、近鉄バスと共同運行）-運休中-

南口
大阪バス（布施駅南口停留所）
- のりば1
  - 布施徳庵線：T81系統 徳庵駅前行き（小阪一丁目・高井田中央駅経由）
  - 布施徳庵線：T82系統 高井田中央駅行き（小阪一丁目経由）
  - 布施徳庵線：H68系統 市立東大阪医療センター行き（小阪一丁目、高井田中央駅、フレスポ長田店前・東大阪市役所前経由）
- のりば2
  - 東大阪西地区循環バス北回り線：H61系統・H62系統 市立東大阪医療センター行き（高井田中央駅・フレスポ長田店経由[19]・東大阪市役所前経由）
  - 東大阪西地区循環バス機械団地線：H64系統 市立東大阪医療センター行き（高井田中央駅・フレスポ長田店前・機械団地西・東大阪市役所前経由）
- のりば3
  - 布施八尾線：F21 近鉄八尾駅行き（JR長瀬駅・大蓮北・久宝寺緑地・八尾本町経由）[注 2]
  - 布施八尾線：F22 近鉄八尾駅行き（急行便　俊徳道駅・JR長瀬駅・大蓮北・八尾本町経由）
- のりば5
  - 金物団地線：K51系統 近鉄八尾駅行き（俊徳道駅・近畿大学東門前・金物団地経由）
  - 金物団地線：K54系統 金物団地行き（快速便　俊徳道駅・近畿大学東門前のみ停車）
  - 大阪信愛女学院のスクールバスの乗り場[21]

## 隣の駅
近畿日本鉄道
D 大阪線
- □特急一部停車駅（大阪上本町⇔鳥羽発着の一部の特急が停車）

■快速急行
通過
■急行
鶴橋駅 (D04) - 布施駅 (D06) - 河内国分駅 (D18)
■準急・■区間準急
鶴橋駅 (D04) - 布施駅 (D06) - 近鉄八尾駅 (D11)
■普通
今里駅 (D05) - 布施駅 (D06) - 俊徳道駅 (D07)
- 近畿大学入試当日などに、急行・準急・区間準急の一部が長瀬駅(D08)に、きんてつ鉄道まつり開催時間帯に急行の一部が高安駅(D13)に臨時停車することがある。

A 奈良線
■快速急行
通過
■急行
鶴橋駅 (A04) - 布施駅 (A06) - 石切駅 (A16)
■準急・■区間準急
鶴橋駅 (A04) - 布施駅 (A06) - 河内小阪駅 (A08)
■普通
今里駅 (A05) - 布施駅 (A06) - 河内永和駅 (A07)
- 東大阪市花園ラグビー場で大きな試合がある際に、急行の一部が東花園駅(A12)に臨時停車することがある。

- 括弧内は駅番号を示す。